# Famine en Inde de 1876 à 1878

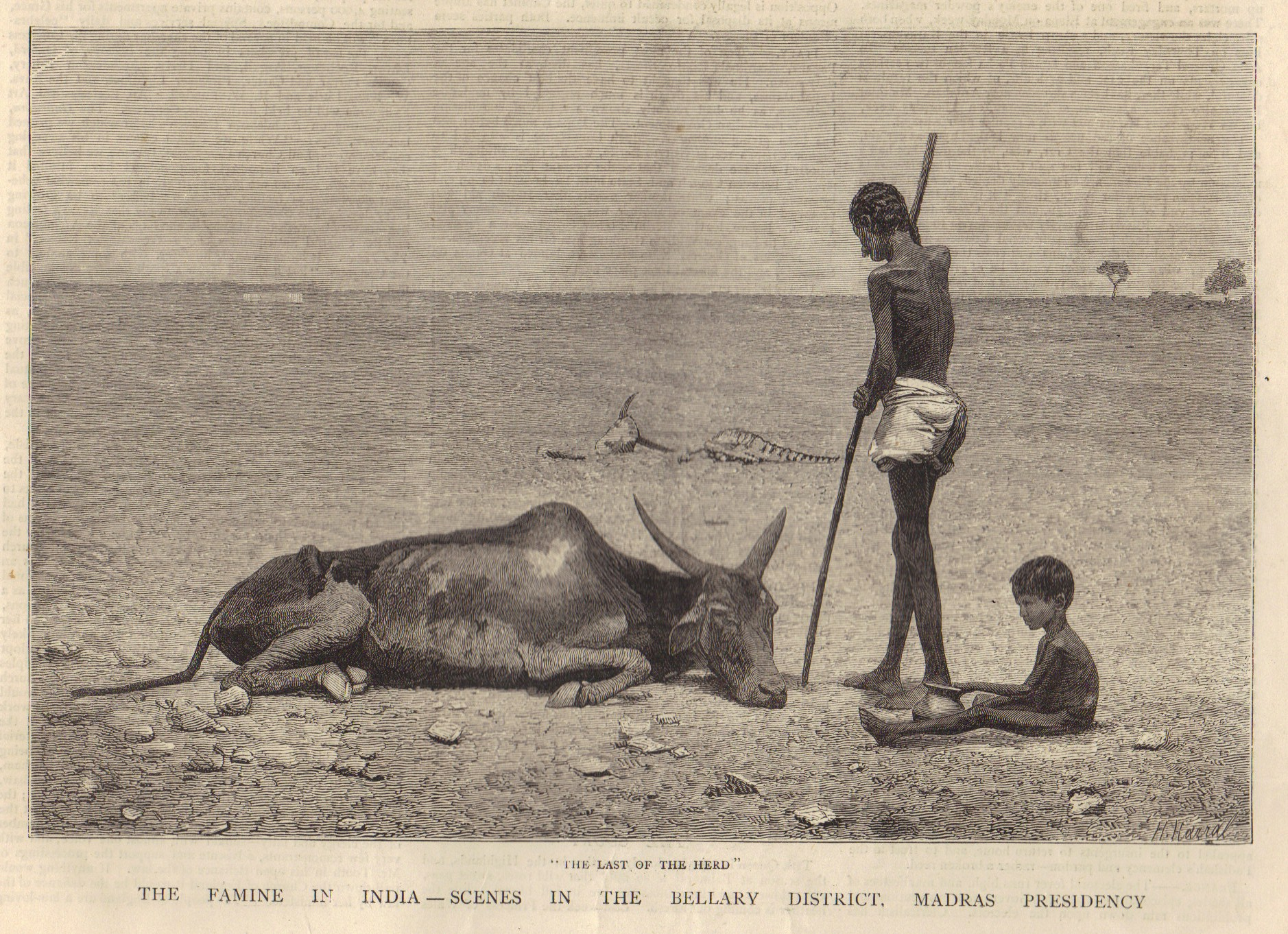
Gravure d'octobre 1877 dans The Graphic.

La famine en Inde de 1876 à 1878 est une famine qui s'est produite entre 1876 et 1878 dans le sud de l'Inde autour de Madras, du Mysore, d'Hyderabad et de Bombai, même si les provinces septentrionales ont également été touchées par la famine dans une moindre mesure à partir de la seconde année. Provoquée par une période de sécheresse exceptionnelle au cours de ces deux années, on estime que la famine aurait fait environ 5,5 millions de morts. La mauvaise gestion de la famine par le Raj britannique, sous le gouverneur général Robert Lytton, a été critiquée et a influencé l'émergence du mouvement nationaliste en Inde.

### Ouvrage d'époque
- William Digby, The Famine Campaign in Southern India : Madras and Bombay Presidencies and province of Mysore, 1876-1878, Volume 2, London: Longmans, Green and Co, 1878 (lire en ligne)
- Romesh Chunder Dutt, Open Letters to Lord Curzon on Famines and Land Assessments in India, London: Kegan Paul, Trench, Trubner & Co. Ltd (reprinted by Adamant Media Corporation), 2005 (1re éd. 1900), 346 p. (ISBN 1-4021-5115-2)
- Famine Commission, Report of the Indian Famine Commission, Part I, Calcutta, 1880

### Ouvrage récents
- S. Faheem, « Malthusian Population Theory and Indian Famine Policy in the Nineteenth Century », Population Studies, vol. 30, no 1,‎ 1976, p. 5–14 (DOI 10.2307/2173660)
- B. M. Bhatia, Famines in India : A Study in Some Aspects of the Economic History of India With Special Reference to Food Problem, 1860–1990, Stosius Inc/Advent Books Division., 1991, 383 p. (ISBN 81-220-0211-0), p. 383
- (en) Mike Davis, Late Victorian holocausts : El Niño famines and the making of the Third World, Londres, Verso, 2001, 464 p. (ISBN 1-85984-739-0, lire en ligne), p. 464
- Tim Dyson, « On the Demography of South Asian Famines : Part I », Population Studies, vol. 45, no 1,‎ 1991, p. 5–25 (DOI 10.1080/0032472031000145056, JSTOR 2174991)
- Tim Dyson, « On the Demography of South Asian Famines : Part II », Population Studies, vol. 45,‎ 1991, p. 279–297 (DOI 10.1080/0032472031000145446, JSTOR 2174784)
- Ajit Kumar Ghose, « Food Supply and Starvation : A Study of Famines with Reference to the Indian Subcontinent », Oxford Economic Papers, New Series, vol. 34,‎ 1982, p. 368–389
- David Hardiman, « Usuary, Dearth and Famine in Western India », Past and Present, vol. 152,‎ 1996, p. 113–156 (DOI 10.1093/past/152.1.113)
- Christopher V. Hill, « Philosophy and Reality in Riparian South Asia : British Famine Policy and Migration in Colonial North India », Modern Asian Studies, vol. 25,‎ 1991, p. 263–279 (DOI 10.1017/s0026749x00010672)
- Ira Klein, « Death in India, 1871-1921 », The Journal of Asian Studies, vol. 32,‎ 1973, p. 639–659 (DOI 10.2307/2052814)
- Michelle B. McAlpin, « Famines, Epidemics, and Population Growth : The Case of India », Journal of Interdisciplinary History, vol. 14,‎ 1983, p. 351–366 (DOI 10.2307/203709)
- Michelle B. McAlpin, « Dearth, Famine, and Risk : The Changing Impact of Crop Failures in Western India, 1870–1920 », The Journal of Economic History, vol. 39,‎ 1979, p. 143–157 (DOI 10.1017/S0022050700096352)
- Deepti Singh, « Climate and the Global Famine of 1876–78 », Journal of Climate, vol. 31,‎ 2018, p. 9445–9467 (DOI 10.1175/JCLI-D-18-0159.1)